# (4101) Ruikou
(4101) Ruikou (1988 CE) – planetoida z pasa głównego asteroid okrążająca Słońce w ciągu 4,43 lat w średniej odległości 2,7 j.a. Odkryta 8 lutego 1988 roku.